# 아키시노노미야 가코 내친왕
가코 내친왕(일본어: 佳子内親王, 1994년 12월 29일 ~ )은 일본의 황족으로 아키시노노미야 후미히토 친왕와 후미히토 친왕비 기코의 차녀이다. 제125대 천황 아키히토의 둘째 손녀이기도 하다. 언니 고무로 마코와 남동생 히사히토 친왕이 있다. 사용하는 도장의 문양은 황근이다. 가쿠슈인 유치원, 초등과, 여자 중등과, 여자 고등과를 졸업하고, 2013년 4월 가쿠슈인 대학 문학부 교육학과에 진학하였다. 교육학과는 2013년에 신설된 학과로, 소학교 교사를 양성하는 학과이다. 외가인 가와시마 가문에 교육자가 많고, 어머니가 교직을 권했다고 한다. 그러나 이듬해 가쿠슈인 대학을 중퇴하고 언니 고무로 마코가 다녔던 국제 기독교 대학에 원서를 접수하여 합격 통지를 받아 2015년 4월 국제 기독교 대학에 입학하였다. 황실전범(皇室典範)에서는 "전하"(殿下)라는 경칭으로 부른다.